# Unserer lieben Frau (Tieringen)

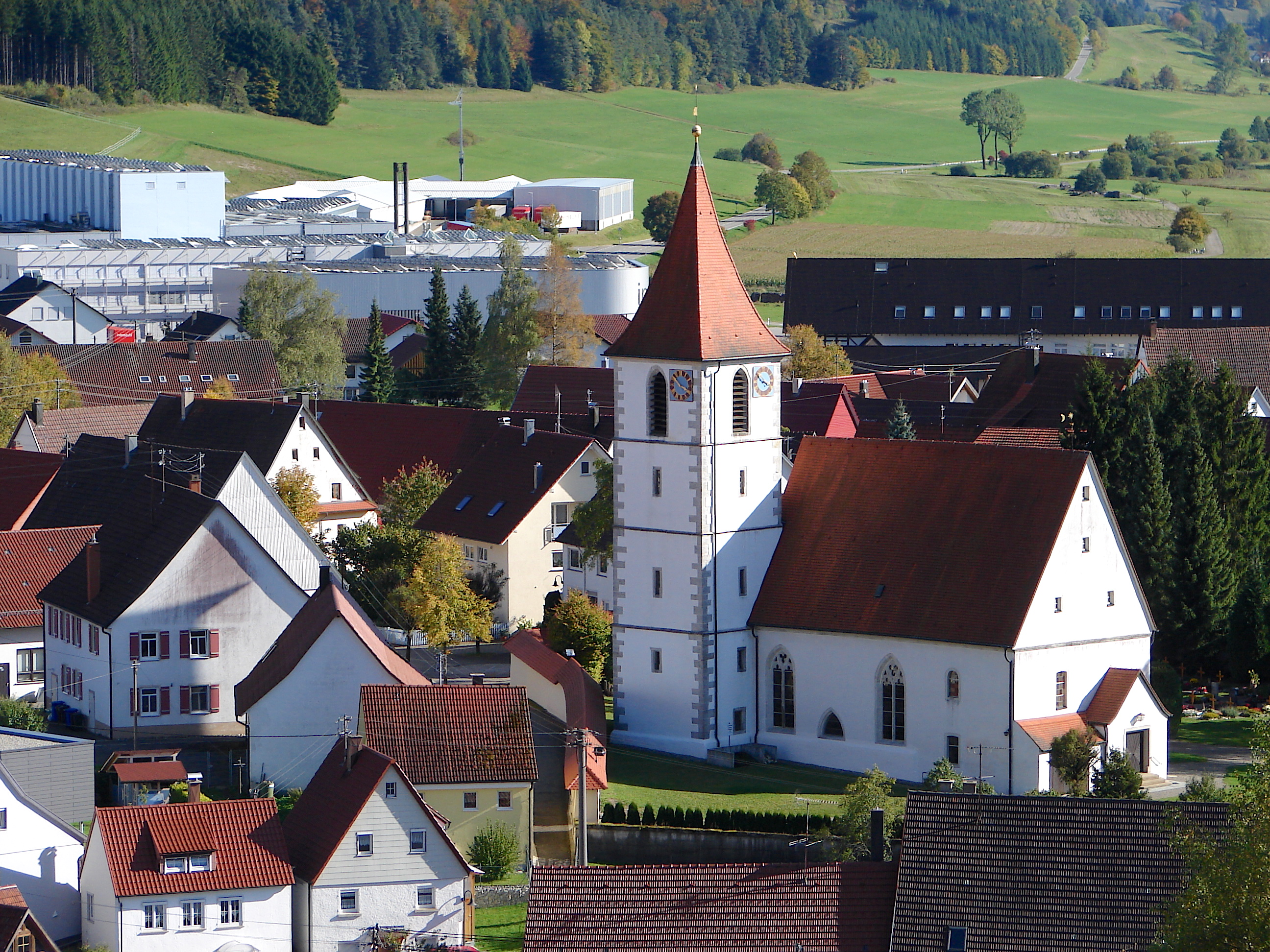
Unserer lieben Frau in Tieringen

Die evangelische Pfarrkirche Unserer lieben Frau steht in Tieringen, einem Stadtteil von Meßstetten im Zollernalbkreis in Baden-Württemberg. Die Kirchengemeinde gehört zur Evangelischen Landeskirche in Württemberg. Das Bauwerk ist beim Landesamt für Denkmalpflege Baden-Württemberg als Baudenkmal eingetragen.

## Geschichte

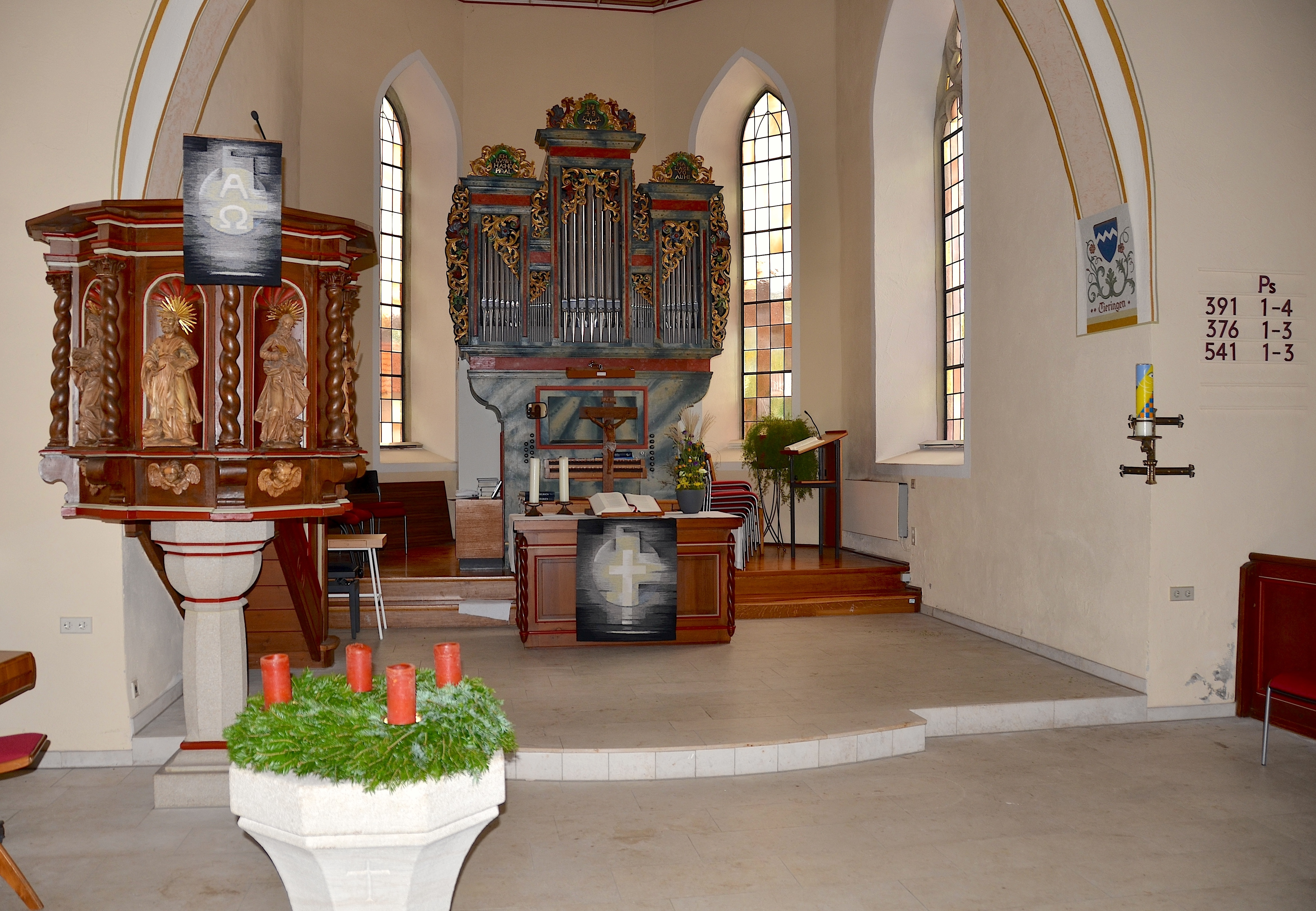
Chor mit Orgel

Die Saalkirche wurde 1595 nach einem Entwurf von Georg Beer unter teilweiser Verwendung der gotischen Vorgängerkirche erbaut, deren Kirchturm 1592 eingestürzt war. So finden sich im Mauerwerk romanische und frühgotische Elemente, etwa in Form von erhaltenen Fenstern an der Südwand und an der Westseite.
Sie besteht aus einem Langhaus, einem eingezogenen, dreiseitig geschlossenen Chor im Osten und einem Chorflankenturm an der Nordwand des Chors, dessen oberstes Geschoss die Turmuhr und den Glockenstuhl beherbergt, und der mit einem spitzen Helm bedeckt ist. Die Seitenwände des Langhauses sind mit Maßwerkfenstern bestückt, die mit Fischblasen verziert sind.
Im Inneren der Kirche wurde 1842 erstmals umfassend renoviert, die Kanzel wurde auf die Südseite verlegt, und es wurde eine Längsempore eingebaut. Bei einer weiteren großen Renovierung in den Jahren 1953/54 entfernte man diese Empore wieder. Auch die Kanzel wechselte erneut die Seite. Der Innenraum wurde dabei stark verändert, unter anderem wurde der Windfang an der Westseite angebracht und der stuckierte Chorbogen samt Fensterumrahmungen entfernt.
Die letzte umfassende Innenrenovierung fand im Jahr 2004 statt. Damals wurden unter anderem Bänke vor dem Altar entfernt, der Teppichboden durch Stein ersetzt, die Farbgestaltung überarbeitet und die Beschallungsanlage erneuert.

## Ausstattung

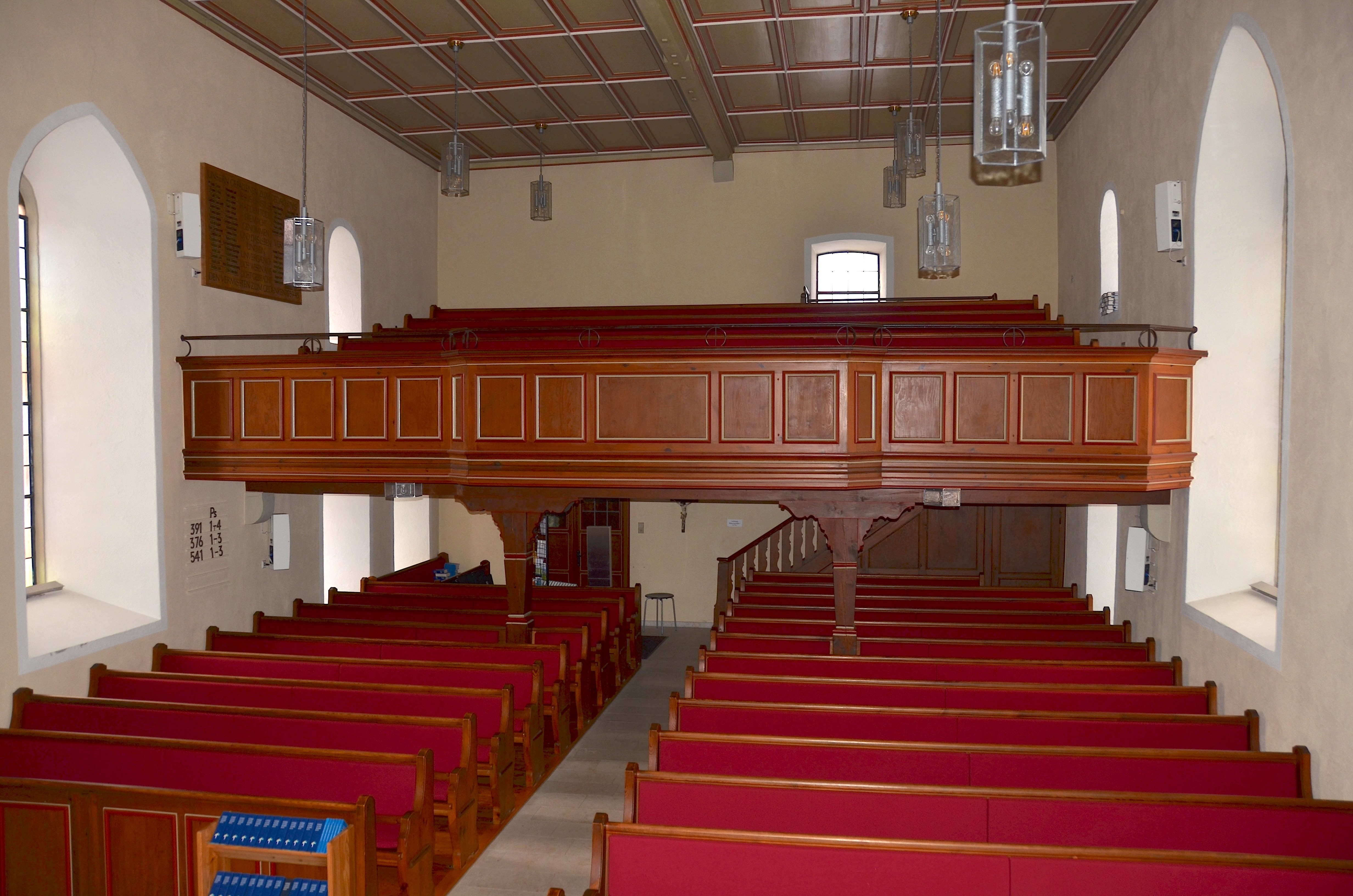
Empore

Der frühgotische Taufstein ist das wohl älteste Objekt der Kirche. Er stammt aus dem 12. Jahrhundert und weist deutliche Spuren späterer Bearbeitung auf. Der ursprüngliche Sockel war nach einer Beschädigung lange Zeit abgenommen worden. Heute steht der Taufstein wieder an zentraler Stelle im Kirchenraum.
Das gut erhaltene, lebensgroße Kruzifix an der Nordseite stammt aus der Mitte des 18. Jahrhunderts und wurde bei der Renovierung 1953/54 an seinen heutigen Platz versetzt. Umrahmt wird es von einem Bibelvers aus dem ersten Korintherbrief, der die zentrale Bedeutung des Kreuzestodes Christi für den christlichen Glauben unterstreicht.
Die Kanzel stammt ebenfalls aus dem 18. Jahrhundert und befindet sich seit der Renovierung von 1953 an ihrer heutigen Stelle. Der hölzerne Kanzelkorb zeigt die vier Evangelisten mit ihren traditionellen Symbolen: Markus mit dem Löwen, Lukas mit dem Stier, Matthäus mit einem Menschen und Johannes mit dem Adler. Zwei der Figuren wurden 1978 gestohlen und später anhand von Fotografien ersetzt.

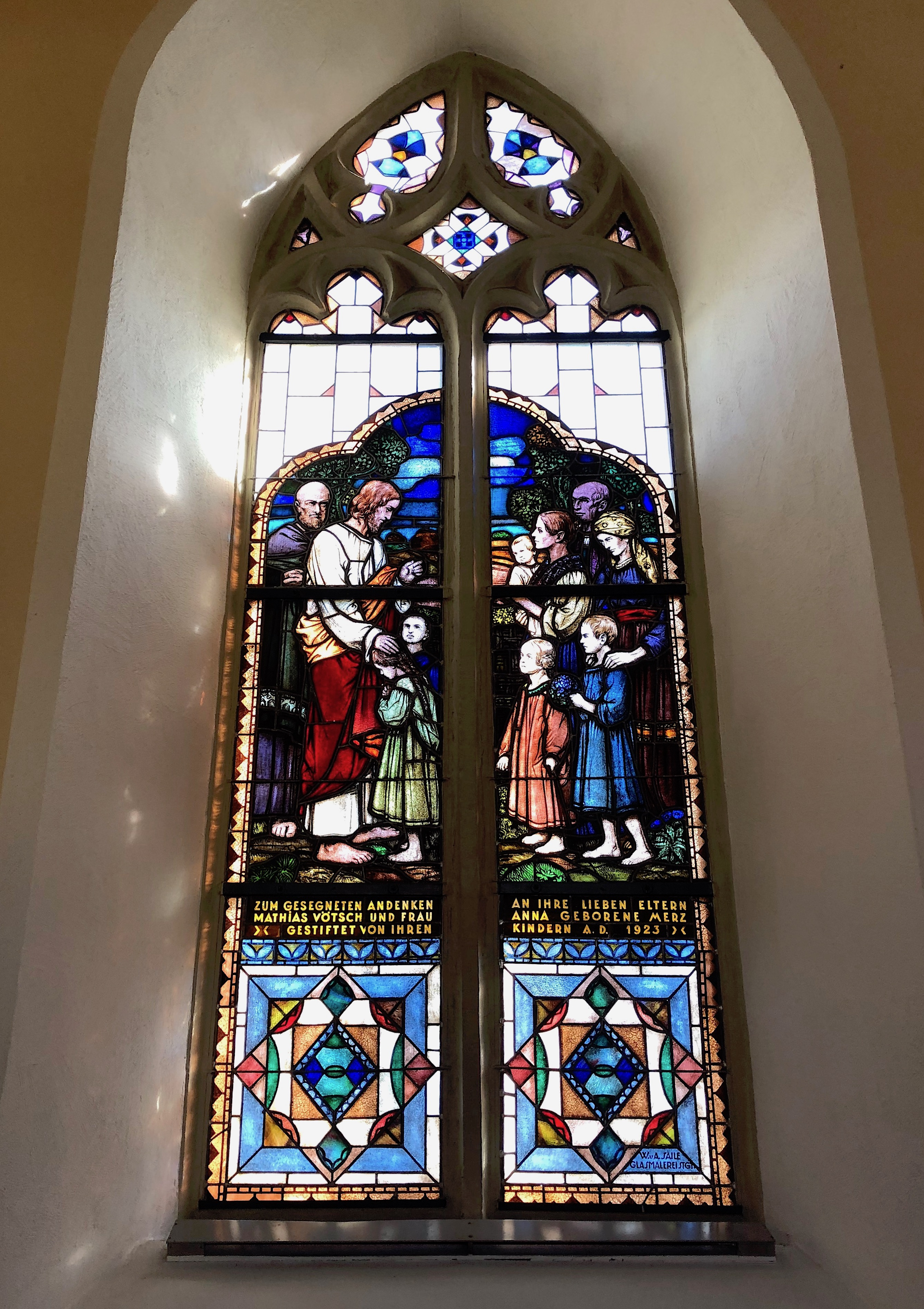
Glasfenster „Die Segnung der Kinder“

Das Fenster an der Südseite der Kirche zeigt Die Segnung der Kinder durch Jesus nach dem Lukasevangelium. Es wurde 1923 von der Familie Vötsch gestiftet und in der Werkstatt des Glasmalers A. Saile in Stuttgart gefertigt.

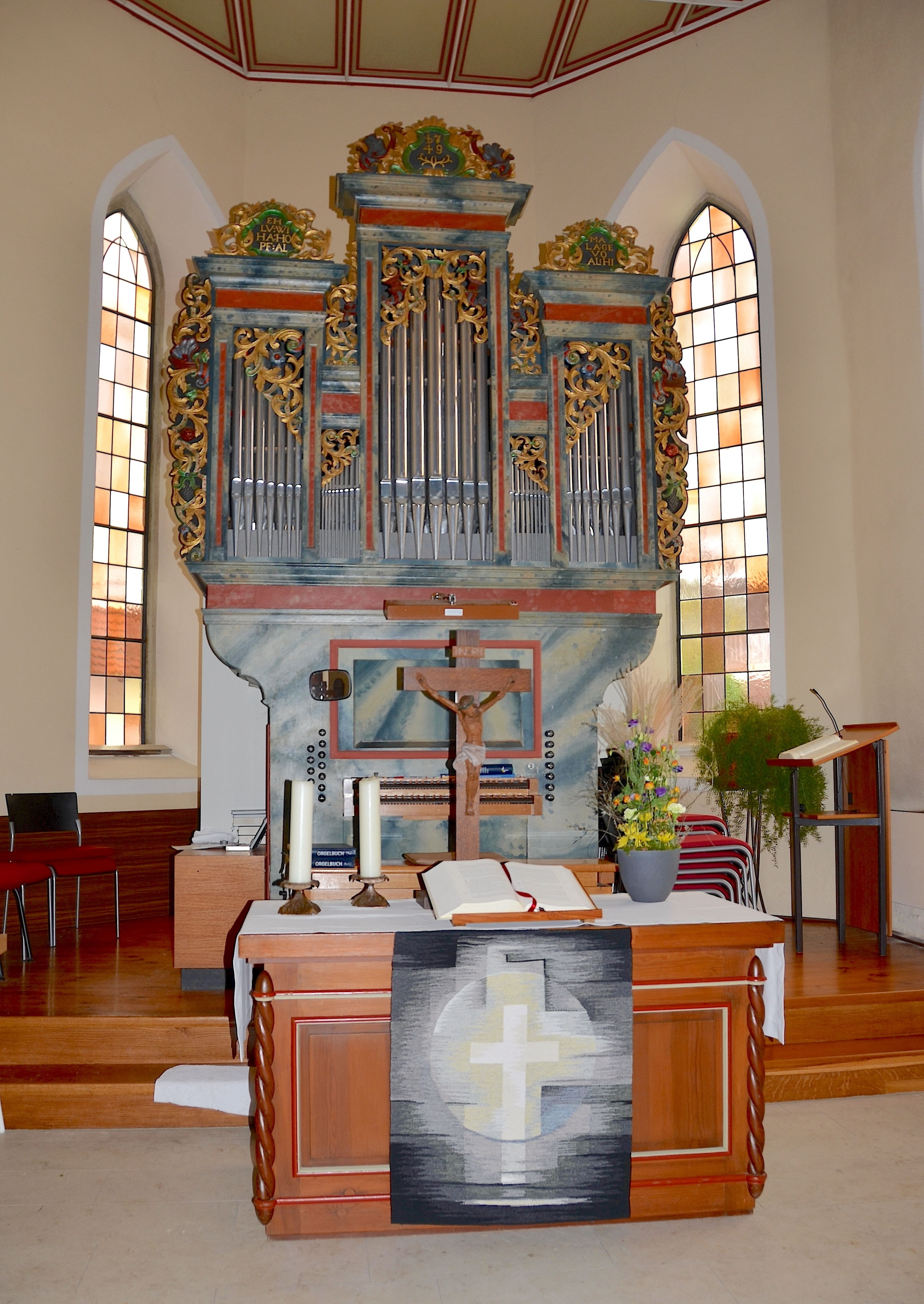
Orgel und Altar

Die erste Orgel im Chorraum wurde 1749 erbaut, wie eine Inschrift auf dem Gehäuse belegt. Der barocke Prospekt ist erhalten geblieben, das Instrument selbst wurde mehrfach überholt und zuletzt 1976 von Stehle Orgelbau als Opus 156 vollständig erneuert. Diese Orgel verfügt nun über 16 Register mit mechanischer Spiel- und Registertraktur.